# 白金版大地图
《白金版大地图》（Earth Platinum），由澳大利亚千禧出版社（Millennium House）于2012年出版，是世界最大的地图册，6英尺×4.5英尺（1.8米×1.4米）。其尺寸已经超过了吉尼斯世界纪录中著名的、收藏于英国图书馆的《克兰基大地图》（Klencke Atlas）。

## 简介
《白金版大地图》，共128页，是由来自世界各地的88名制图师在澳大利亚共同手工制作完成，限量出版31套。每一页都是纯手工制作。《白金版大地图》重150千克（330磅）。《白金版大地图》包括地图和全景照片。地图部分包括各大洲的大型正投影地图（显示了政治和物理特点）、海洋地图（包括沉船地址）、极地地图，还有详细的区域地图。书中还包括双页世界地图，尺寸为6英尺×9英尺。地图是在意大利印制，香港装订。
《白金版大地图》的全景照片部分非常壮观，其中有世界最大的照片——上海天际线，高达2720亿像素，由超过12000张图片组成。《白金版大地图》于2012年2月出版，现在已有《蓝版大地图》（Earth Blue）和《黄金版大地图》（Earth Gold），两者均为2英尺×18英寸，重30千克，都为限量版。

## 吉尼斯世界纪录
来自吉尼斯世界纪录的新西兰的克里斯·希迪宣布：“《吉尼斯世界纪录》很高兴也很荣幸的在此证明《白金版大地图》是世界最大的地图。他将打破自1660年来的纪录，并为我们了解和观察这个世界提供了独一无二、宝贵的视角。”